# Il trionfo di Clelia (Nasolini)
Il trionfo di Clelia è un'opera seria di Sebastiano Nasolini su libretto di Antonio Simeone Sografi.
Ebbe la sua prima al Teatro alla Scala di Milano il 26 dicembre 1798, serata di apertura della stagione di carnevale del 1799.
Fra gli interpreti di quella serata vi furono Adamo Bianchi nel ruolo di Orazio e John Braham in quello di Tarquinio.